# Ashikaga gakkō

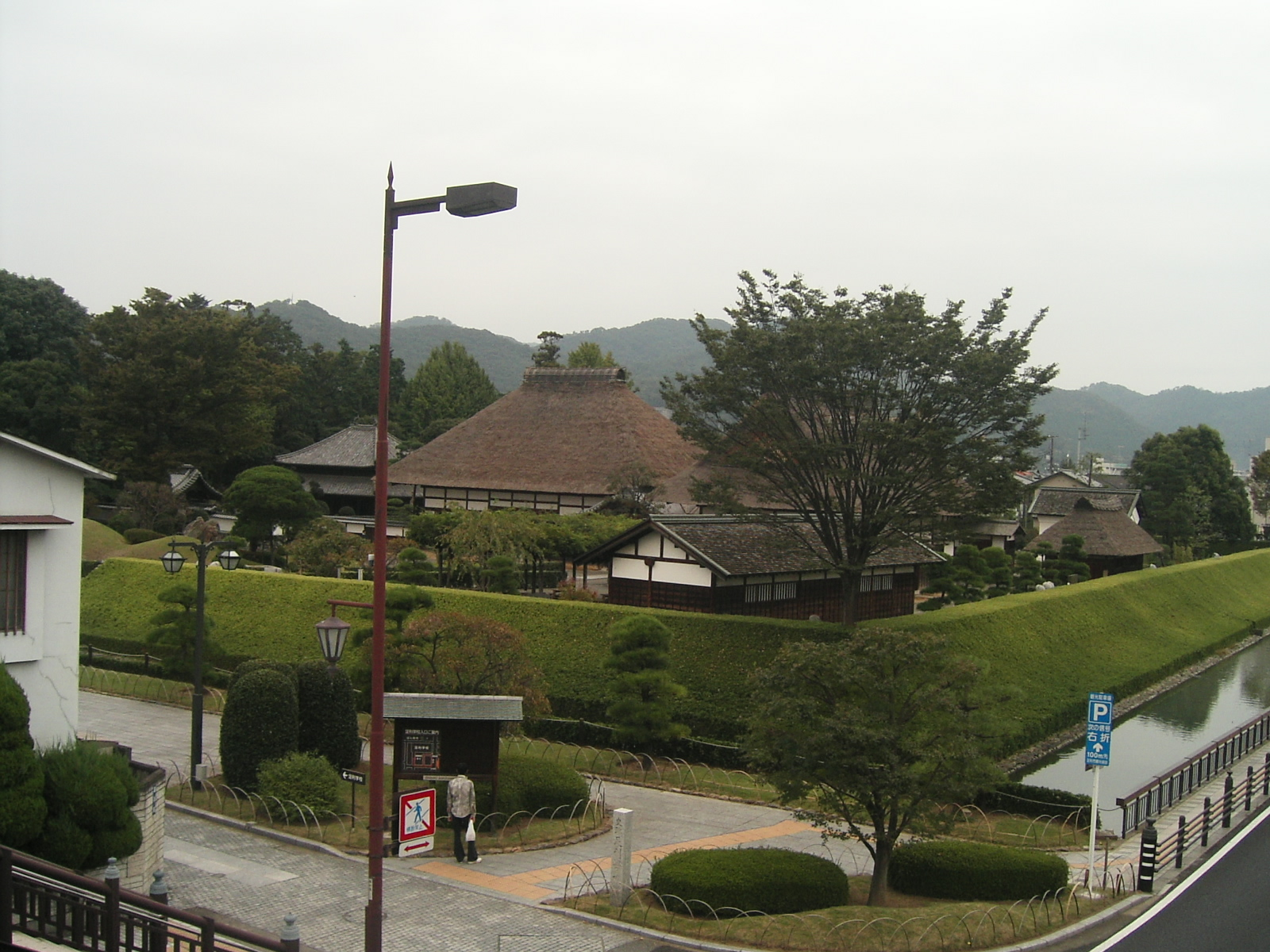
Vue de l'école.

L'Ashikaga gakkō (足利学校, litt. « école d'Ashikaga ») est considérée comme l'une des plus anciennes écoles du Japon. Elle se situe à Ashikaga, préfecture de Tochigi. Elle aurait été fondée au IXe siècle.

## Histoire
L'école aurait été fondée au IXe siècle au cours de l'époque de Heian par Ono no Takamura. Cependant d'autres théories évoquent la période Nara ou encore l'époque de Kamakura par Ashikaga Yoshikane.
En 1432, Uesugi Norizane devient le seigneur d'Ashikaga et aide au rétablissement et au développement de l'école. Il fait don aussi d'une collection d'ouvrages à la bibliothèque de l'école. En 1530, un incendie frappe l'école.
Au XVIe siècle, l'école accueille 3 000 étudiants. Le missionnaire François Xavier la qualifia de « la plus grande université du Japon et la plus importante de l'est du Japon ».
En 1590, à la suite des campagnes de Toyotomi Hideyoshi, le clan Go-Hōjō et le clan Nagao sont détruits au siège d'Odawara, ce qui a pour effet de laisser l'école sans protecteur ni ressources financières. Pendant cette période, l'établissement fait face à de grandes difficultés. Plus tard, Sanyō Genkitsu obtient le soutien de samouraïs et de Tokugawa Ieyasu. Grâce à cela l'école fonctionne à nouveau normalement.
Au début de l'époque d'Edo, l'école collectait environ 100 koku par an et devint très prospère.
À la fin du XXe siècle, les bâtiments et les jardins furent restaurés.

## Éducation
La majeure partie des cours étaient consacrés au confucianisme, notamment à l'étude du Yi Jing. Cependant, la médecine et les tactiques militaires étaient aussi abordées.